# Mariánské Hory
Mariánské Hory (latinsky do roku 1901 Diaboli villa; německy Teufflsdorf či Teufelsdorf, Ellgoth, od roku 1901 Marienberg) jsou bývalé město, nyní katastrální území a část ostravského městského obvodu Mariánské Hory a Hulváky. Téměř celý katastr ve svých moderních hranicích sice leží na moravské straně historické zemské hranice Moravy a Slezska, ale západní okraje zasahují na území slezského Hlučínska. V minulosti ke katastru Mariánských Hor patřily i některé okrajové části sousedních katastrálních území Hošťálkovice a Lhotka u Ostravy, k nimž pro změnu náležely slezské části moderního katastru Mariánských Hor.

## Historie

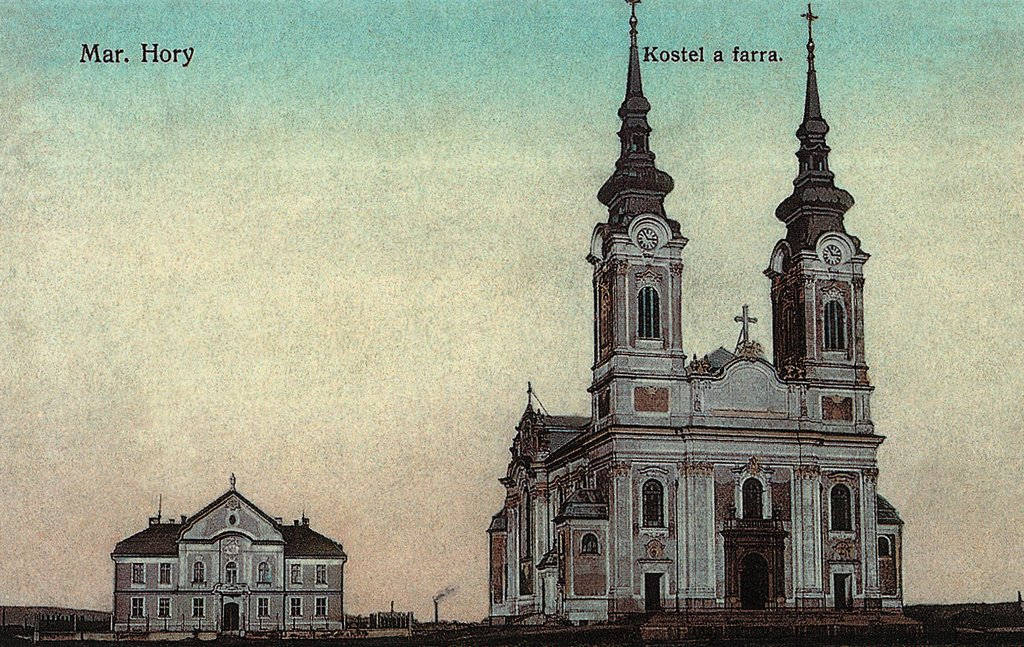
Historický pohled na faru a kostel Panny Marie Královny

### Ves
Mariánské Hory vznikly na konci třináctého století. Původní název Čertova Lhota (či Čertova Lhotka) vydržel až do počátku 20. století. Název Lhota pochází od výhod, které majitelé kraje poskytli novým kolonistům, v podobě lhůt (lhot), během kterých osadníci po určitou dobu nemuseli odvádět určité platy, dávky a roboty. Po vypršení těchto lhůt výhody skončily a obyvatelé se stali běžnými poddanými. Protože se za Odrou nacházela jiná ves se stejným jménem, začalo se jí říkat Závodní Lhota, kdežto zdejší dostala jméno Čertova Lhota. První písemná zmínka uvádí jméno biskupského leníka Hereše z Čertovy Lhotky (Herscho de Teufflsdorf) a datuje se roku 1367. Druhá písemnost je z roku 1380 a informuje o Petrovi, synovi Smila, který byl rovněž z Čertovy Lhotky. V tomto roce je poprvé zmíněn český název Czrtowalhota.
Roku 1396 přijal léno Mikuláš z Brandýsa, který jej držel minimálně jedenáct let. Dalšími majiteli byli od roku 1426 bratři Vavřinec a Mikuláš ze Šonova a Petrovic na Těšínsku, ti jej však v tom samém roce prodali Bos Mertenovi, ostravskému měšťanovi. Po bitvě u Lipan se stal majitelem husitský hejtman Jan Čapek ze Sán, který se také stal pánem hukvaldského panství a města Ostravy. V červenci 1444 prodal toto léno Janu Studénkovi ze Studénky a jeho ženě Heleně. Od roku 1466 patřila Čertova Lhota Janu Čamborovi ze Studénky, po jeho smrti pak synu Jiříkovi a jeho matce Markétě z Bránice. Dalšími držiteli léna byli Mikuláš z Mělníka a Ladislav z Kadaně. Olomoucký biskup Stanislav I. Turzo přenechal ves v lednu 1539 Ostravě, za to však museli Ostravané každý rok na podzim odvádět olomouckým biskupům nejprve kopu štik a kaprů, později tři kopy grošů. Roku 1642 se v Ostravě usadilo švédské vojsko, jehož pobyt stál město 15 000 zlatých. Čertova Lhotka musela z této sumy zaplatit plných 14 %.
Poddanskou vsí města Ostravy zůstala Čertova Lhota až do zrušení poddanství v roce 1848, kdy došlo k jejímu odtržení od Moravské Ostravy. Malá obec se osamostatnila. V roce 1880 měla obec 472 obyvatel, v roce 1890 již 1154 obyvatel a v roce 1900 se počet obyvatel zvýšil na 7571. V oblasti průmyslu se Čertově Lhotě dařilo – postavila se koksovna, rafinerie lihu a další menší průmyslové závody (např. slévárna a strojírna nebo parní cihelna). Na rozdíl od okolních obcí byl v Mariánských Horách stabilně vysoký podíl českého obyvatelstva. V roce 1921 tvořili Češi přes 95 % obyvatel. Současně s rostoucí populací se obec rozrůstala a zvyšoval se počet domů na jejím území. V roce 1794 zde stálo 26 domů, v roce 1880 43 domů, v roce 1900 29 343 domů a v roce 1930 dokonce 73 643 domů.[zdroj?]

### Město

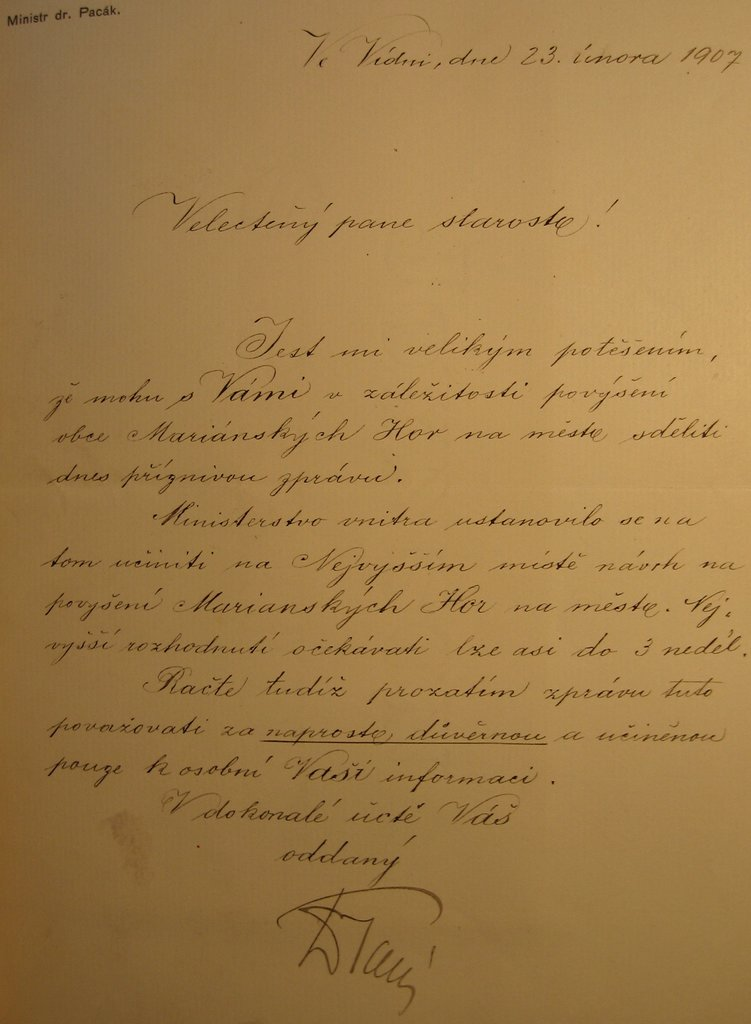
Dopis ministra dr. Bedřicha Pacáka starostovi MUDr. Janu Mayovi ve věci povýšení Mariánských Hor na město

Od ledna 1900 pro obec pracoval tajemník Jan Grmela. Jednalo se o velmi činorodého pracovníka. Původní název Čertova Lhotka byl vnímán jako pejorativní a od 17. století prakticky nebyl používán. Namísto něj se používalo označení Lhotka u Moravské Ostravy. Grmela proto navrhl obecnímu výboru přejmenování obce na Ostravská Lhotka. Obecní výbor souhlasil a podpořil i další jeho návrhy, např. na prohlášení češtiny za jedinou úřední řeč, přejmenování ulic dle významných českých osobností či návrh obecního znaku a barev. Hned následujícího roku (22. srpna 1901) se Grmelovi podařilo prosadit změnu názvu na Mariánské Hory. Mariánské kvůli patrociniu Panny Marie a Hory jednak kvůli umístění obce na návrší a jednak kvůli horníkům, kteří zde těžili uhlí a rudy. Vídeňské ministerstvo vnitra změnu schválilo s platností od 6. září 1901.
Grmela v říjnu 1906 předložil žádost Františku Josefu I. na povýšení z obce na město. Kupodivu i zde se mu podařilo dosáhnout svého a od 1. dubna 1907 získaly Mariánské Hory status města. Slavnostní zasedání prvního městského zastupitelstva se odehrálo 21. dubna. Prvním starostou pak byl zvolen MUDr. Jan May. Zásluhy Jana Grmely dodnes připomíná ulice pojmenovaná po něm (Grmelova).
V březnu 1903 otevřel český novinář, spisovatel a dramatik František Sokol-Tůma na Komenského ulici nakladatelství a knihkupectví.
V roce 1905 byla zřízena obchodní škola. Její vznik provázely těžkosti, zejména německé firmy na Ostravsku poukazovaly na rozšíření vzdělaných Čechů bez vyhlídky na zaměstnání. Obecní tajemník Grmela však s podporou některých českých poslanců (např. dr. Otakara barona Pražáka či dr. Mořice Hrubana) prosadil svou a první školní rok 1905/1906 začal 9. října 1905. O rok později byla čistě chlapecká škola rozšířena také o dívčí ročník. Až do roku 1908 sídlila škola v domě č. p. 171 na rohu ulic Výstavní a 28. října. V roce 1908 došlo k přestěhování na roh ulic Podlahova a Marie Pujmanové. Samostatnou existenci školy ukončil školní rok 1937/1938, kdy byla sloučena s Obchodní akademií v Moravské Ostravě (založena roku 1919).
Roku 1907 vznikla hudební a varhanická škola, vůbec první hudebně odborný ústav na Ostravsku.
Obec patřila od svého založení do moravskoostravské farnosti. Vlastní obecní hřbitov vznikl v roce 1870, v roce 1877 zde byla postavena kaple Panny Marie. V letech 1905–1908 byl vybudován chrám Panny Marie Královny. Nejstarší církevní stavbou na území Mariánských Hor je dnes již nepoužívaná kaplička Zvěstování Panny Marie na sídlišti Vršovců z roku 1870.

### Konec samostatnosti
Po vzniku Československa rezignovalo 16. ledna 1919 městské zastupitelstvo a byla jmenována správní komise, která město spravovala až do jeho připojení k Ostravě. 67 let trvající samostatnost skončila 1. ledna 1924, kdy byly Mariánské Hory připojeny zpět k Moravské Ostravě. Vznikla tzv. Velká Ostrava pod vedením starosty Jana Prokeše. Velkou událostí tehdejší doby byla návštěva prezidenta Masaryka na Dole Ignát.
Obvod byl během druhé světové války osvobozen Rudou armádou dne 30. dubna 1945.

## Znak

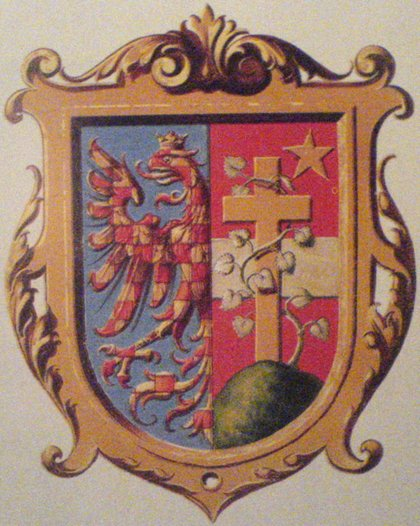
Původní znak Mariánských Hor

Brzy po roce 1750 vzniklo obecní pečetidlo, které plnilo funkci obecního znaku. Tvořilo ho rádlo a nad ním oko. Roku 1820 byl přidán srp a kosa s cepem. Od ledna 1902 začala obec užívat nový znak. Rozštěpený štít má v pravém modrém poli zlatě a červeně šachovanou orlici, v levém červeném poli, které je uprostřed prostoupeno stříbrným ležatým břevnem, stojí na zelené hoře vystupující ze spodní části vysoký zlatý kříž ovinutý stříbrnou lipovou ratolestí, která vyrůstá na jeho levé straně z hory. Nad tímto křížem je v levém horním rohu pěticípá zlatá hvězda. Celý štít je lemován zlatou arabeskou.

## Starostové obce
- 1850: Jan Havránek
- 1861: Jan Sýkora
- 1864: Valentýn Sýkora
- 1868: František Lokša
- 1895: František Mrkva
- 1898: Adolf Sýkora
- 1906: Jan May
- 1910: Antonín Otýpka
- 1919: Alois Vavřík (správní komisař)
- 1923: Jan Prokeš (správní komisař)

## Sport v Mariánských Horách
- TJ Sokol Mariánské Hory - oddíl ragby.